# Sejida
Sejida (ou Sejina) é uma subordem de ácaros pertencentes à ordem dos Mesostigmata. A subordem é monotípica, incluindo apenas a superfamília Sejoidea.

## Taxonomia
A subordem inclui os seguintes taxa:
- Sejoidea Berlese, 1885
  - Ichthyostomatogasteridae Sellnick, 1953
  - Sejidae Berlese, 1885
  - Uropodellidae Camin, 1955

Alguns autores incluem nesta subordem a superfamília Heterozerconoidea, com duas famílias, o que eleva o total para cinco famílias:.
- Heterozerconoidea Berlese, 1892
  - Discozerconidae Berlese, 1910
  - Heterozerconidae Berlese, 1892